# Audi Type T
L'Audi Type T - ou Audi Dresden - est une voiture particulière de la catégorie grande routière avec un moteur six cylindres que l'usine Audi de Zwickau a sorti en 1931 en tant que version plus petite de la Type SS à huit cylindres qui avait déjà été présentée en 1929.
La Type T était la deuxième nouvelle voiture d’Audi après le rachat de l'usine par Zschopauer Motorenwerke Jörgen Skafte Rasmussen AG (DKW). Le véhicule est équipé d'un moteur six cylindres en ligne à soupapes latérales d'une cylindrée de 3,8 litres installé à l'avant. Il développe 75 ch à 3 000 tr/min et entraîne les roues arrière via une boîte de vitesses à quatre rapports avec un levier de vitesses au milieu de la voiture. Les moteurs étaient de conception américaine et étaient fabriqués dans la filiale DKW de Scharfenstein, où Zschopauer Motorenwerke avait mis en place une nouvelle usine de production utilisant des machines achetées à l'ancienne société américaine Rickenbacker Motor Company. La voiture est équipée de deux essieux rigides à ressorts à lames et de freins hydrauliques aux quatre roues. Elle était proposée en tant que berline quatre portes ou en cabriolet deux portes.
Seulement 76 véhicules ont été fabriqués jusqu'en 1932, car la voiture était trop chère pour ses performances et également peu fiable et ne se vendait donc pas bien.